# لا تراجع ولا استسلام (القبضة الدامية)
لا تراجع ولا استسلام هو فيلم مصري من إنتاج الشركة العربية للإنتاج والتوزيع السينمائي عام 2010. بطولة أحمد مكي، ودنيا سمير غانم، وماجد الكدواني وعزت أبو عوف. سيناريو وحوار شريف نجيب، وإخراج أحمد الجندي. يعتمد الفيلم على السخرية من أفلام الحركة والمخابرات، تدور أحداث الفيلم في إطار كوميدي حول شاب فقير ساذج يدعى حزلئوم، يستخدمه ضابط شرطة في الإيقاع بأكبر تاجر مخدرات في مصر. عن طريق زرعه مكان مساعد التاجر الكبير الذي توفي في عملية تهريب.

## القصة
تلجأ الشرطة إلى «حزلئوم» (أحمد مكي) ليحل محل «أدهم» الذراع اليمنى لـ «عزام» (عزت أبو عوف) أحد أكبر تجار المخدرات في مصر للإيقاع به، استغلالا للتشابه الكبير بينهما. يتابع المهمة «المقدم سراج» (ماجد الكدواني)، وتعاونه «جيرمين» (دنيا سمير غانم) سكرتيرة عزام، حتى يكتشف عزام الخطة وتتوالى الأحداث.

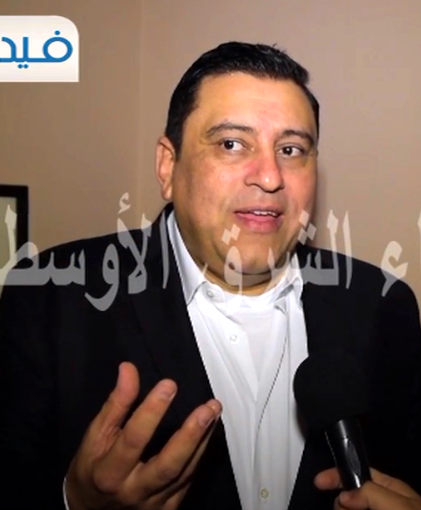
معتز الدمرداش في دور المذيع في برنامج حواري

## طاقم التمثيل
- أحمد مكي: (حزلقوم/أدهم)
- دنيا سمير غانم: (جيرمين)
- ماجد الكدواني: (المقدم سراج)
- عزت أبو عوف: (عزام)
- دلال عبد العزيز: (ميار)
- محمد شاهين: (حسام)
- عبد الله مشرف: (القبطان)
- غسان مطر: (بشخصيته الحقيقية)
- بدرية طلبة: (المترجمة)
- محمد سلام
- عمرو ماكجيفر: (بشخصيته الحقيقية)
- معتز الدمرداش: (بشخصيته الحقيقية)
- غرانت باول: (الرجل النينجا)

## روابط خارجية
- لا تراجع ولا استسلام على موقع IMDb (الإنجليزية)
- لا تراجع ولا استسلام على موقع قاعدة بيانات الأفلام العربية
- لا تراجع ولا استسلام على موقع قاعدة بيانات الفيلم (الإنجليزية)
- لا تراجع ولا استسلام على موقع ليتربوكسد (الإنجليزية)